# Vaso di Dario
Il vaso di Dario, conosciuto anche come vaso dei Persiani, è un cratere a figure rosse attribuito al Pittore di Dario, proveniente dall'omonimo ipogeo a Canosa di Puglia e custodito al Museo archeologico nazionale di Napoli.

## Storia
Secondo gli archeologi il vaso venne realizzato in un periodo compreso tra il 340 e il 320 a.C., oppure, secondo altri, tra il 330 e il 300 a.C. in una delle numerose botteghe nei pressi di Taranto specializzate nella produzione di ceramica apula.
Il ritrovamento del vaso avvenne il 15 agosto 1851 conseguentemente alla scoperta dell'omonimo ipogeo: venne acquistato dal Real Museo Borbonico nel 1854 per volere di Carlo Bonucci.

## Descrizione
Il vaso, da cui l'artista che l'ha decorato prende il nome, è realizzato in argilla rosata con la tecnica delle figure rosse: la superficie è ricoperta di vernice nera lucente con disegni in bianco, giallo e rosso.
Il collo, con bordo revoluto, ha una forma cilindrica ed è decorato con una scena di combattimento tra Greci e Persiani, probabilmente il duello tra Alessandro Magno e Dario III di Persia oppure lo stesso Dario in battaglia nella prima guerra persiana. Le anse sono a volute, decorate con maschere ad altorilievo di figure femminili. Il corpo è ovoidale e presenta tre registri di decorazioni su entrambi i lati, in particolare, su un lato, il registro superiore ha disegnato delle divinità greche come Artemide su un cervo, Apollo con il cigno, Afrodite con Eros, Zeus con in mano un fulmine alato, Ellade, Atena con uno scudo, Apate con due torce e Asia seduta su un altare con accanto una colonna che termina con uno xoanon. Nel registro centrale è raffigurato Dario e la sua corte: il re è seduto, vestito con una lunga tunica a maniche corte e capello persiano, e ascolta un rappresentante del popolo che gli comunica probabilmente di non attaccare i Greci; alle sue spalle è una guardia del corpo, mentre nel resto delle figure maschili rappresentate si riconosce Serse I di Persia. Nel registro inferiore è raffigurata la riscossione delle tasse: il tesoriere, con in mano un dittico, è seduto al tavolo con abaco e piccolo ciottoli per fare i calcoli e si appresta a riscuotere le tasse da persiani disegnati inginocchiati. Sull'altro lato del vaso invece è, sul collo, una scena dionisiaca, mentre sul corpo è un'altra raffigurazione tripartita: Bellerofonte su Pegaso nella parte superiore, chimera e Amazzoni in quella centrale e Amazzoni cadute in quella inferiore. Tra le altre decorazioni pittoriche che si ritrovano in tutto il vaso anche palmette, fregi a meandri e ovoli.